# Bank of California
La Bank of California, basée à San Francisco, était à la fin du XIXe siècle la première banque de l'Ouest américain et la deuxième de tous les États-Unis. Sa faillite en août 1875, dans le sillage du krach de 1873, a secoué l'économie de la côte Ouest, entraînant des faillites bancaires en cascade et mettant en particulier fin au vaste projet minier de Panamint City.

## Histoire

### De 1864 à 1870, six années d'expansion
La Bank of California a été fondée le 8 juillet 1864 à San Francisco par William Chapman Ralston, futur constructeur du Palace Hotel et du théâtre de Californie. Une action de 100 dollars de la banque, bientôt cotée à la Bourse de San Francisco, est alors vendue à chacun des 22 principaux hommes d'affaires de  Californie, dont plusieurs sont des banquiers. Un capital de cinq millions de dollars, dont deux immédiatement exigibles est levé.
La banque embauche dès sa création en 1864 un nouvel associé, William Sharon, pour la représenter sur le Comstock Lode, un énorme gisement d'argent découvert cinq ans plus tôt en plein désert du Nevada, à 350 kilomètres à l'est de San Francisco. Depuis 1863, les sociétés minières du Comstock Lode, cotées à la Bourse de San Francisco, ont connu un boom spéculatif.
En 1864, alors que le boom spéculatif connaît un coup de froid, la Bank of California prête de l'argent à 2 % aux compagnies minières qui tente de survivre, alors que les autres banques prêtent à 4 % ou 5 %. Elle amasse progressivement un empire, avec les terrains des mines et des sociétés d'affinage du métal qui font faillite. Elle contrôle assez vite une quinzaine des principales mines de la région.
La banque achète aussi la Carson and Tahoe Lumber and Fluming, qui doit approvisionner en bois les galeries de mines et les maisons des mineurs. Elle  finance, en prêt et en capital, la construction de la Virginia and Truckee Railroad, qui s'achève le 29 novembre 1869, reliant les mines aux usines d'affinage de la Rivière Carson. Une seconde portion de 47 kilomètres, permettant de relier la ville de Reno et le réseau de la Central Pacific Railroad ne sera terminée que le 24 août 1872.

### L'apparition de rivaux
À partir de 1870, le monopole de la Bank of California se heurte à deux hommes d'affaires bénéficiaires de la Crown Point Bonanzza, John P. Jones et Alvinza Hayward, qui ont pris à son insu le contrôle de la Crown Point Mine, puis à quatre irlandais, dont James Graham Fair et John William Mackay, qui prennent le contrôle de la Consolidated Virginia mining company et profitent en mars 1873 de la découverte de la "Big Bonanzza". Ces deux découvertes majeures profitent cependant aussi, mais plus marginalement, à la Bank of California car deux de ses mines sont situées proches : la Best and Belcher Mine pour la Crown Point Bonanzza et l'Ophir Mine pour la Big Bonanzza.
L'action de la banque va subir une vague de ventes dès janvier 1875, répercutant jusqu'en Californie le krach de 1873, parti de Vienne en Autriche. Les projets immobiliers faramineux du Palace Hotel et du théâtre de Californie à San Francisco, sont des succès, mais la banque n'a pas les moyens de financer entièrement, car elle a perdu de l'argent à la Bourse de San Francisco, où toutes les compagnies minières concurrentes de la Consolidated Virginia mining company souffrent et subissent en plus la chute du cours de l'argent, causé par le Coinage Act de 1873. William Chapman Ralston est particulièrement touché, car il avait massivement acheté des actions de l'Ophir Mine, persuadé qu'elle bénéficierait de la Big Bonanzza, mais une rumeur court voulant que ce soit très loin d'être le cas, amplifiée par le fait que William Sharon, l'associé de Ralston, vende ses parts dans l'Ophir Mine, qui passe de 315 à 65 dollars entre le 7 janvier et la mi-février 1875. C'est l'ensemble de la Big Bonanzza qui devient suspecte.
Au printemps 1875, la situation est aggravée par le projet de création d'une concurrente très puissante, la Banque du Nevada, souhaité par les millionnaires du Comstock Lode. Un scénario redouté car elle entend disposer d'un capital aussi élevé, soit 5 millions de dollars, et pourrait capter tous les dépôts. Pour désamorcer les craintes, les promoteurs de ce projet et les dirigeants de la Bank of California donnent des interview laissant croire qu'ils s'entendent bien.

### L'incendie et le krach
Le 26 août 1875, un incendie fait 10 millions de dollars de dégâts sur le Comstock. L'une des trois mines les plus touchées, l'Ophir Mine de George Hearst, faisait l'objet d'une intense spéculation à la baisse, à la suite d'information selon lesquelles sa part du Big Bonanzza serait moins importante qu'espérée. La California et Consolidated Virginia mining company, qui appartiennent aux rivaux, baissent aussi, même si l'exploitation Big Bonanzza monte en puissance.
Le 26 août 1875, la Bank of California, qui détient des participations dans une quinzaine de mines du Comstock Lode, doit fermer ses portes. Ses actions se sont effondrées. Le lendemain paraît dans le New York Tribune un article qui disculpe ses rivaux des soupçons de fraude minière. Le fondateur de la banque, William Chapman Ralston, se suicide alors dans les vagues du Pacifique. Accusé d'avoir réalisé une augmentation de capital sans le feu vert de son conseil d'administration, il avait aussi vendu en catastrophe les 30 % qu'il détenait dans la compagnie de chemin de fer Virginia and Truckee Railroad, socle de la puissance de la Bank of California depuis huit ans.
Le 2 octobre 1875, la Bank of California rouvre ses portes après six semaines, mais le 4 octobre 1875, c'est la Banque du Nevada, créée par des rivaux, qui ouvre les siennes. Très vite, elle reprend une bonne partie de l'activité de la Bank of California.
La fermeture, même temporaire, de la Bank of California entraîne la disparition de nombreuses autres banques dans la région. Parmi elles, la Banque Workman et Temple, dont le propriétaire se suicide, qui finançait la ligne de chemin de fer Los Angeles and Independence Railroad, menant à Panamint City, une ville minière de 2 000 habitants, financée par le sénateur et ex-mineur John P. Jones, qui espérait rééditer le succès du Comstock Lode. 
Un comité d'État de trois membres est créé pour superviser l'activité bancaire en pleine crise mais il tombe sous le contrôle de la Southern Pacific Railroad, qui ne souhaite pas voir le monde bancaire financer ses nombreux concurrents. Le 2 octobre, la banque se relève de la faillite, mais les dégâts causés par sa chute de l'été et de l'automne 1875 ne peuvent plus être réparés.